# الدوري الإيطالي 1963–64
الدوري الإيطالي الدرجة الأولى 1963–64 (بالإيطالية: Serie A 1963-1964)‏ هو موسم من الدوري الإيطالي الدرجة الأولى. أقيم خلال الفترة 14 سبتمبر 1963 وحتى 31 مايو 1964، وفاز فيه نادي بولونيا.